# جهنمية بسيطة
الجهنمية البسيطة (الاسم العلمي:Bougainvillea modesta) هي نوع من النباتات يتبع جنس الجهنمية من الفصيلة الشبية.